# اسوره گرونر
اسوره گرونر (نروژی: Sverre Grøner; ۱۷ سپتامبر ۱۸۹۰ – ۳ فوریهٔ ۱۹۷۲) ژیمناست هنری اهل نروژ بود.